# Wilhelm Rettinghaus
Wilhelm Rettinghaus, auch Rittinghaus (* 1644 in Broich, heute Mülheim an der Ruhr; † 18. Februar 1708 in Germantown, Province of Pennsylvania), war ein früher deutscher Amerikamigrant, mennonitischer Prediger und der erste Papierfabrikant in Nordamerika.

## Leben und Wirken
Wilhelm Rettinghaus kam im Jahr 1644 als Sohn von Claus Heinrich Georg Rettinghaus und dessen Ehefrau Maria, geborene Hagerhoff in der Herrschaft Broich auf die Welt.
Wilhelm absolvierte zwischen 1656 und 1660 in der Papiermühle zu Broich von Adolf Vorster eine Lehre zum Papiermacher. Zu dieser Zeit war der Pietist Theodor Undereyck Pfarrer der reformierten Gemeinde in Mülheim und Wilhelm fand schnell Zugang zu dessen Konventikeln. Graf Wilhelm Wirich von Daun-Falkenstein als Landesherr und überzeugtem Lutheraner behinderte jedoch die Ausbreitung anderer religiöser Gemeinschaften.
Wilhelm begab sich schließlich Anfang des Jahres 1663 mit seinem älteren Bruder Heinrich Nicolaus in die toleranten Vereinigten Niederlande. Dort fanden sie Anstellung in einer Papiermühle in Eerbeek nahe Arnheim, wo sie sich Kenntnisse der niederländischen Papiererzeugung aneigneten. Hier lernte Wilhelm auch seine zukünftige Frau Geertruid Kersten Pieters kennen, die er im Juni 1665 in Loenen heiratete.

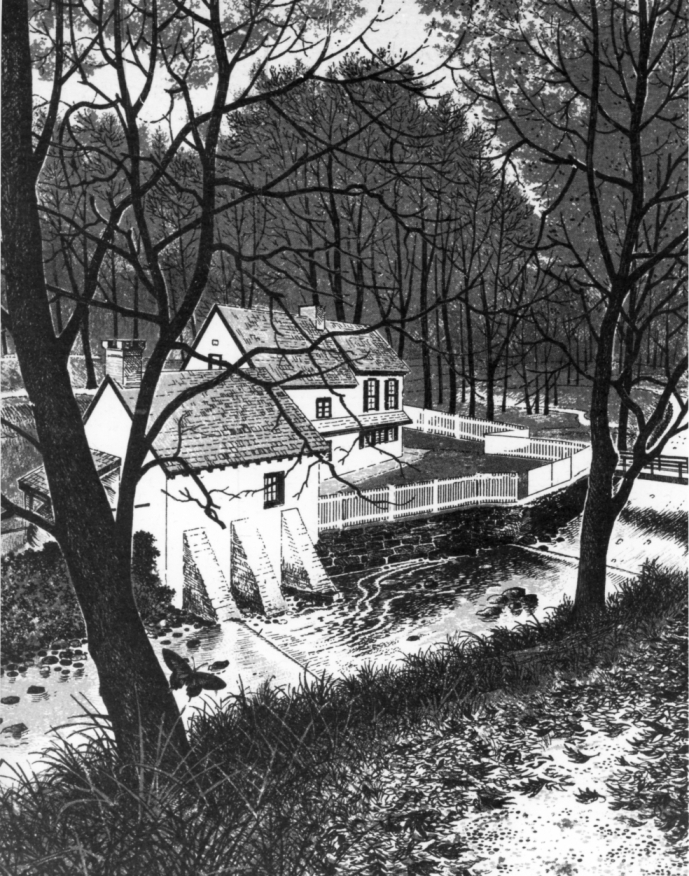
Die Papiermühle am Monoshone Creek

Ab 1672 arbeitete Wilhelm in einer großen Mühle in Rozendaal, später vertrat er die Interessen dieser Mühle in Amsterdam. Dort pflegte Wilhelm Kontakt zur mennonitischen Gemeinde, in der er schließlich auf Agenten des Quäkers William Penn traf. Die quäkerischen Agenten warben für die Auswanderung in die neu gegründete nordamerikanische Kolonie Pennsylvania. Als Bürger von Amsterdam nannte sich Wilhelm Rettinghaus mittlerweile Willm Rittenhuysen. Er ließ sich von der Emigration überzeugen und brach 1687 mit Frau und Kindern nach Britisch-Nordamerika auf. Über New York und den Landweg erreichten sie 1688 Germantown (Deitscheschteddel), wo sie sich niederließen. Er nannte sich fortan William Rittenhouse, kaufte Land am Monoshone Creek und gründete den Ort Rittenhousetown, wo er im Jahr 1690 zusammen mit seinen Partnern Robert Turner, Thomas Tresse und William Bradford die erste Papiermühle Nordamerikas errichtete. Mit dem Schwur auf den englischen König nahm er 1691 die britische Staatsbürgerschaft an.

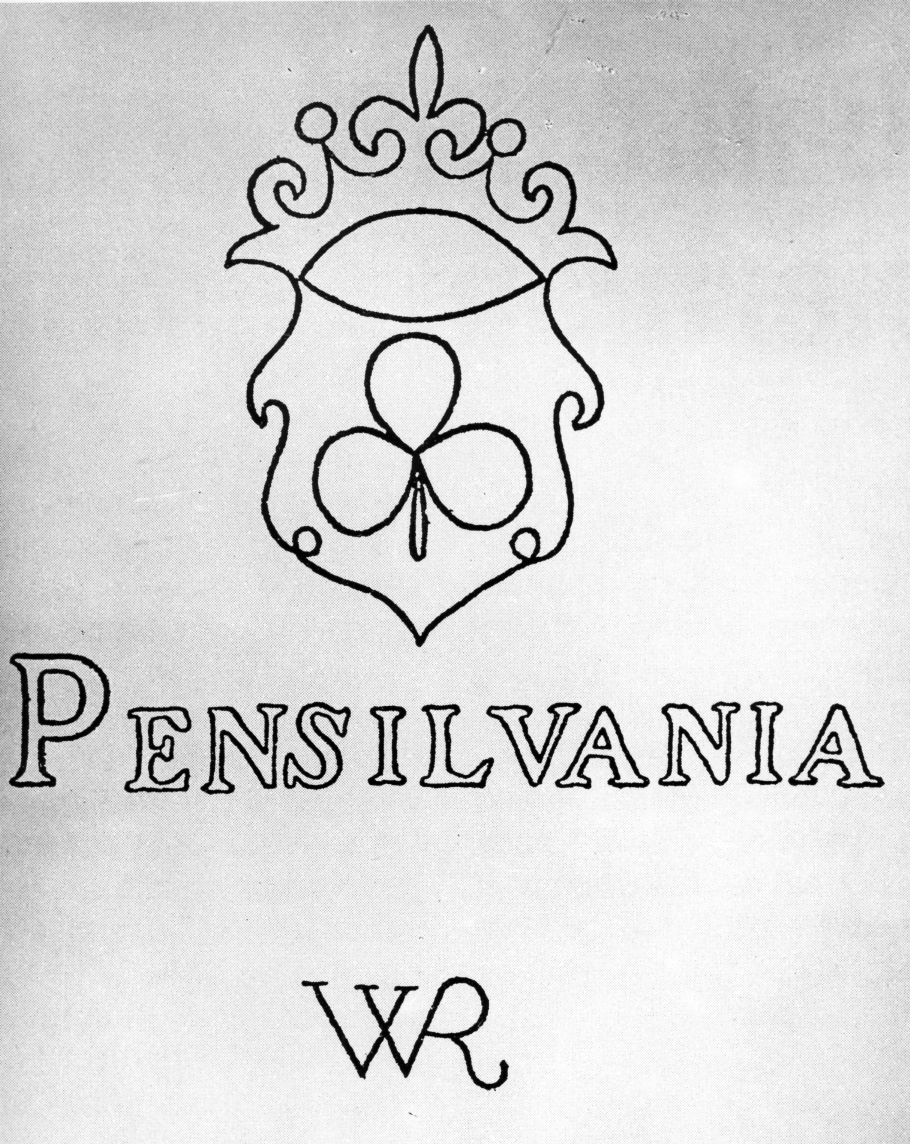
Das Wasserzeichen von Wilhelm Rettinghaus

Sein Partner William Bradford verließ 1693 das Unternehmen und siedelte nach New York um, um dort eine Druckerei zu eröffnen – das Papier lieferte Rittenhouse. Aufgrund der Monopolstellung lief das Geschäft sehr gut und Rittenhouse zahlte 1705 die restlichen Anteilseigner aus und nahm seinen Sohn Nicholas als Partner auf. Als 1701 ein Hochwasser die Papiermühle erheblich beschädigte, kam unerwartete finanzielle Hilfe von William Penn, der den Posten des Gouverneurs der Kolonie Pennsylvania innehatte. Im Jahr 1702 konnte die neu erbaute Mühle so wieder den Betrieb aufnehmen. Neben der Druckerei in New York wurden in der Folgezeit auch Druckereien in Philadelphia und Germantown mit Papier beliefert.

## Ehe und Nachkommen
Wilhelm Rettinghaus heiratete in Loenen im Juni 1665 Geertruid Kersten Pieters (* Juni 1642 in Loenen; † 1708 in Germantown). Ihre Kinder waren:
- Klaus | Nicholas (* 15. Juni 1666 in Arnheim; † 4. Mai 1734 in Germantown), Großvater des Astronomen David Rittenhouse
- Elisabeth (* 1670 in Arnheim; † 1720 in Germantown)
- Gerhard | Gerrit | Gerard (* 1674 in Mülheim?; † 19. Februar 1742 in Germantown)